# Албештій-Унгурень
Албештій-Унгурень, Албештій-Унгурені (рум. Albeștii Ungureni) — село у повіті Арджеш в Румунії. Входить до складу комуни Албештій-де-Арджеш.
Село розташоване на відстані 142 км на північний захід від Бухареста, 43 км на північ від Пітешть, 120 км на північний схід від Крайови, 87 км на південний захід від Брашова.

## Населення
За даними перепису населення 2002 року у селі проживали 2242 особи, усі — румуни. Усі жителі села рідною мовою назвали румунську.